# ボージャン・クルキッチ
- ボージャン・クルキッチ
- ボージャン・ケルキック
- ボージャン・クルキック
- ボヤン・クルキッチ

ボージャン・クルキッチ・ペレス（Bojan Krkić Pérez, 1990年8月28日 - ）は、スペイン・カタルーニャ州リェイダ県出身の元プロサッカー選手。ポジションはフォワード。元スペイン代表。
FCバルセロナ史上最年少得点記録保持者であり、同クラブで史上最年少でラ・リーガ100試合出場を達成した。
FCバルセロナの下部組織では900得点以上記録している。
日本語表記としてはカタルーニャ語の発音によるボージャン・ケルキックのほか、セルビア語に基づくボヤン・クルキッチと表記されることもある。

## 経歴
幼少のころに名門FCバルセロナに入団し、カンテラの各カテゴリの得点記録を軒並み塗り替え、バルセロナの若手有望株と期待された。特に2006年に昇格したセカンドチームであるバルセロナBではセンターフォワードのレギュラーポジションに定着し、22試合で10ゴールとジョバニ・ドス・サントスらとともにオフェンスの中心を担う活躍をみせるなど、カンテラ通算7年間（1999年～2006年）で900点以上をあげた。
この活躍が評価され、2007-08シーズンからはわずか16歳にしてドス・サントスと共にトップチームへの昇格し、直後のプレシーズンマッチ第2戦のハーツ戦にて得点に絡む活躍を見せている。
リーガ・エスパニョーラでデビューを果たしたのは2007年9月16日のリーガ第3節CAオサスナ戦であり、17歳と18日という若さでのデビューとなった。また、その3日後の9月19日に行われたオリンピック・リヨン戦でUEFAチャンピオンズリーグのデビューを果たした。
そして、それから1ヵ月後の10月20日、リーガ第8節ビジャレアルCF戦で得点を挙げてクラブ最年少得点記録を更新した。この初ゴールのアシストは、それまでの記録保持者であるリオネル・メッシであった。この2007-08シーズンではリーガデビューからコンスタントに試合に出場し、リーガ10ゴールを挙げるなどトップチームに定着するに至った。これは同じく17歳でデビューしたラウル・ゴンサレスの9ゴールを抜きリーガ・エスパニョーラの新人記録となった。
なお、デビュー時点では、スペインの労働法により18歳未満とはプロ契約を結べなかった為、バルセロナとプロ契約をしていなかった。このため、マンチェスター・ユナイテッドやアーセナル、チェルシーといったイングランドのクラブがボージャンを獲得しようとしたが、本人はバルセロナを離れるつもりはないと明言し、最終的には18歳になった直後にバルセロナとプロ契約を結んだ。
2008-09シーズンからジャンルカ・ザンブロッタの移籍に伴い、背番号を11番へ変更した。
スペイン代表には2008年2月のフランスとの親善試合で初めて招集され、代表の最年少出場記録更新が期待されたものの、体調を崩したため出場することはなかった。EURO2008でも招集が決まっていたが辞退している。これについては後にインタビューで不安発作が原因であったことを明かしている。その後、2008年9月10日の2010 FIFAワールドカップ予選のアルメニア戦で代表デビューを果たした。
2010-11シーズンから背番号を移籍したズラタン・イブラヒモビッチが付けていた9番に変更した。2010年12月にはFCバルセロナとの契約を2015年まで延長。契約解除金はそれまでの8000万ユーロから増額され、1億ユーロに設定された。2011年3月リーガエスパニョーラ第29節ヘタフェ戦で、クラブ史上最年少でリーガ100試合出場を遂げ、「本当に素晴らしい夜だった。僕にとっても、チームにとってもこのような試合は必要だったんだ。ピッチに立てて、それもゴールを決められてうれしいよ。100試合出場だって気付いたときは、鳥肌が立ったんだ。それもバルサでの100試合出場。これまでやってきた自分の仕事を、とても誇らしく思っている。これだけ早く100試合出場を達成できたのは、サポーターのおかげだ。いつもファンから愛されていると感じてきたし、そのことが僕に戦い続ける力を与えてくれているんだ」とコメントした。
2011年7月22日、出場機会を求めてルイス・エンリケ率いるASローマに1200万ユーロで移籍。なお、この移籍契約には2012-13シーズン終了後にFCバルセロナが1300万ユーロで義務的買戻しを実行する条項が含まれている。 この買戻しはASローマによって阻止することは可能だが、その場合は移籍金の総額が4000万ユーロへと増額される。10月1日、アタランタBC戦においてダニエレ・デ・ロッシからのアシストで移籍後初ゴールを記録した。
2012年8月30日、ASローマからACミランにレンタル移籍。1シーズンのこのレンタル移籍に関して、ローマとバルセロナの間の前述の契約内容に影響は無い旨、レンタル発表時にFCバルセロナは公式サイトで伝えている。
2013年7月にバルセロナへ復帰し、同月6日にアヤックスへ1年間のレンタルで加入した。
2014年7月22日、ストーク・シティFCに4年契約で移籍した。8月16日のアストン・ヴィラ戦でプレミアリーグデビューを果たし、11月9日のトッテナム・ホットスパー戦では初ゴールを挙げた。2015-16シーズンには前半戦終了時点で5得点を記録するなど好調さを見せ、2016年2月11日には契約を2020年まで延長した。しかし翌2016-17シーズンには出場機会が減少し半年で9試合の出場に終わった。
2017年1月30日、1.FSVマインツ05に半年間の期限付き移籍で加入した。
2017年8月31日、デポルティーボ・アラベスに1年間のローンで移籍した。
2019年8月6日、ストークとの契約を解消し、退団したことを発表。同月7日にモントリオール・インパクトと契約したことが発表された。契約期間は2020年12月末まで。9月25日のカナディアン・チャンピオンシップ決勝戦2ndレグ（対トロントFC）ではPK戦の1番手を務めて成功し、優勝に貢献した。クラブからの契約延長オプション行使の申し出もあったが、これを拒否したため2020年12月31日に契約満了となった。冬の移籍市場でヨーロッパ復帰を模索したが、移籍期間中には合意に至らなかった。
2021年8月9日、Jリーグのヴィッセル神戸への加入が発表された。9月5日、J1リーグ第24節のサンフレッチェ広島戦で途中出場でJリーグデビュー。10月2日、第31節の浦和レッズ戦で移籍後初ゴールを決めた。チームにフィットしてきた矢先、10月24日の名古屋グランパス戦で負傷。そのまま離脱となり1年目のシーズンは、6試合1得点で終えた。
2022年は、主にMFの位置で起用されることが多く、5月14日に行われた第13節鳥栖戦ではFW大迫勇也のシーズン初得点をアシストした。7月13日に行われた天皇杯ラウンド16・柏レイソル戦でシュートを放った際に負傷し帰国。左ひざ内側半月板損傷の診断を受け2年連続での長期離脱となった。12月27日、契約満了により神戸を退団することが発表された。
2023年3月23日、現役引退を発表した。

## エピソード
- 父親のボヤン・クルキッチ・シニア（英語版）は1980年代にOFKベオグラードなどでプレーしたセルビア人の元サッカー選手で、現在はFCバルセロナのスカウトを務める。
- カタルーニャ生まれで、看護師をしている母もカタルーニャ人であるため、スペイン代表のほかカタルーニャ代表に選出された経験もある。また、カタルーニャの親善大使にも任命されている。
- 元FCバルセロナFWリオネル・メッシとは、お互いの曽祖父が兄弟という遠縁の親戚関係にあり、三従兄弟にあたる[24]。
- かつては、「NEXTメッシ」と称されたこともあった[25]。
- 自転車が大好きでそれに関する起業も考えている[26]。

## 個人成績
2021年9月2日現在
| クラブ                     | シーズン             | ディビジョン         | リーグ | リーグ | カップ | カップ | リーグカップ | リーグカップ | UEFA/CONCACAF/AFC | UEFA/CONCACAF/AFC | その他* | その他* | 通算 | 通算 |
| クラブ                     | シーズン             | ディビジョン         | 出場   | 得点   | 出場   | 得点   | 出場         | 得点         | 出場              | 得点              | 出場    | 得点    | 出場 | 得点 |
| -------------------------- | -------------------- | -------------------- | ------ | ------ | ------ | ------ | ------------ | ------------ | ----------------- | ----------------- | ------- | ------- | ---- | ---- |
| バルセロナB                | 2006–07              | セグンダB            | 22     | 10     | —      | —      | —            | —            | —                 | —                 | —       | —       | 22   | 10   |
| バルセロナ                 | 2007–08              | プリメーラ           | 31     | 10     | 8      | 1      | —            | —            | 9                 | 1                 | —       | —       | 48   | 12   |
| バルセロナ                 | 2008-09              | プリメーラ           | 23     | 2      | 9      | 5      | —            | —            | 10                | 3                 | —       | —       | 42   | 10   |
| バルセロナ                 | 2009–10              | プリメーラ           | 23     | 8      | 4      | 2      | —            | —            | 6                 | 1                 | 3       | 1       | 36   | 12   |
| バルセロナ                 | 2010–11              | プリメーラ           | 27     | 6      | 5      | 1      | —            | —            | 3                 | 0                 | 2       | 0       | 37   | 7    |
| バルセロナ                 | 通算                 | 通算                 | 104    | 26     | 26     | 9      | 0            | 0            | 28                | 5                 | 5       | 1       | 163  | 41   |
| ローマ                     | 2011–12              | セリエA              | 33     | 7      | 2      | 0      | —            | —            | 2                 | 0                 | —       | —       | 37   | 7    |
| ミラン (loan)              | 2012–13              | セリエA              | 19     | 3      | 2      | 0      | —            | —            | 0                 | 0                 | 6       | 0       | 27   | 3    |
| アヤックス (loan)          | 2013–14              | エールディヴィジ     | 24     | 4      | 3      | 1      | —            | —            | 4                 | 0                 | 1       | 0       | 32   | 5    |
| ストーク                   | 2014-15              | プレミアリーグ       | 16     | 4      | 1      | 1      | 1            | 0            | —                 | —                 | —       | —       | 18   | 5    |
| ストーク                   | 2015-16              | プレミアリーグ       | 27     | 7      | 1      | 0      | 3            | 0            | —                 | —                 | —       | —       | 31   | 7    |
| ストーク                   | 2016-17              | プレミアリーグ       | 9      | 3      | 1      | 0      | 1            | 0            | —                 | —                 | —       | —       | 11   | 3    |
| ストーク                   | 2017-18              | プレミアリーグ       | 1      | 0      | 0      | 0      | 1            | 0            | —                 | —                 | —       | —       | 2    | 0    |
| ストーク                   | 2018-19              | プレミアリーグ       | 21     | 1      | 0      | 0      | 2            | 0            | —                 | —                 | —       | —       | 23   | 1    |
| ストーク                   | 通算                 | 通算                 | 74     | 15     | 3      | 1      | 8            | 0            | —                 | —                 | —       | —       | 85   | 16   |
| ストーク U-21              | 2016-17              | —                    | —      | —      | —      | —      | —            | —            | —                 | —                 | 1       | 1       | 1    | 1    |
| マインツ05 (loan)          | 2016-17              | ブンデスリーガ       | 11     | 1      | 0      | 0      | —            | —            | —                 | —                 | —       | —       | 11   | 1    |
| アラベス (loan)            | 2017-18              | プリメーラ           | 10     | 0      | 2      | 1      | —            | —            | —                 | —                 | —       | —       | 12   | 1    |
| モントリオール・インパクト | 2019                 | MLS                  | 8      | 3      | 2      | 0      | —            | —            | —                 | —                 | —       | —       | 10   | 3    |
| モントリオール・インパクト | 2020                 | MLS                  | 17     | 4      | 0      | 0      | 0            | 0            | 2                 | 0                 | —       | —       | 19   | 4    |
| モントリオール・インパクト | 通算                 | 通算                 | 25     | 7      | 2      | 0      | 0            | 0            | 2                 | 0                 | —       | —       | 29   | 7    |
| 神戸                       | 2021                 | J1                   | 6      | 1      | —      | —      | —            | —            | —                 | —                 | —       | —       | 6    | 1    |
| セグンダB通算              | セグンダB通算        | セグンダB通算        | 22     | 10     | —      | —      | —            | —            | —                 | —                 | —       | —       | 22   | 10   |
| プリメーラ通算             | プリメーラ通算       | プリメーラ通算       | 114    | 26     | 28     | 10     | 0            | 0            | 27                | 5                 | 6       | 1       | 175  | 42   |
| セリエA通算                | セリエA通算          | セリエA通算          | 52     | 10     | 4      | 0      | 0            | 0            | 8                 | 0                 | 0       | 0       | 64   | 10   |
| エールディヴィジ通算       | エールディヴィジ通算 | エールディヴィジ通算 | 24     | 4      | 3      | 1      | 0            | 0            | 4                 | 0                 | 1       | 0       | 32   | 5    |
| プレミアリーグ通算         | プレミアリーグ通算   | プレミアリーグ通算   | 74     | 15     | 3      | 1      | 8            | 0            | —                 | —                 | 1       | 1       | 86   | 17   |
| ブンデスリーガ通算         | ブンデスリーガ通算   | ブンデスリーガ通算   | 11     | 1      | 0      | 0      | 0            | 0            | 0                 | 0                 | 0       | 0       | 11   | 1    |
| MLS通算                    | MLS通算              | MLS通算              | 25     | 7      | 2      | 0      | 0            | 0            | 2                 | 0                 | —       | —       | 29   | 7    |
| J1リーグ通算               | J1リーグ通算         | J1リーグ通算         | 6      | 1      | 0      | 0      | 0            | 0            | 0                 | 0                 | 0       | 0       | 6    | 1    |
| 総通算                     | 総通算               | 総通算               | 331    | 74     | 40     | 12     | 8            | 0            | 42                | 5                 | 7       | 2       | 427  | 92   |

- スーペルコパ・デ・エスパーニャ, スーペルコッパ・イタリアーナ,  UEFAスーパーカップ, FIFAクラブワールドカップ,ヨハン・クライフ・スハール

- Jリーグ初出場 - 2021年9月5日 J1第24節 サンフレッチェ広島戦（エディオンスタジアム広島）
  - 初得点 - 2021年10月2日 J1第31節 浦和レッズ戦（ノエビアスタジアム神戸)

## 代表歴

### 試合数
- 国際Aマッチ 1試合 0得点（2008年）[27]

| スペイン代表 | 国際Aマッチ | 国際Aマッチ |
| 年           | 出場        | 得点        |
| ------------ | ----------- | ----------- |
| 2008         | 1           | 0           |
| 通算         | 1           | 0           |

## タイトル

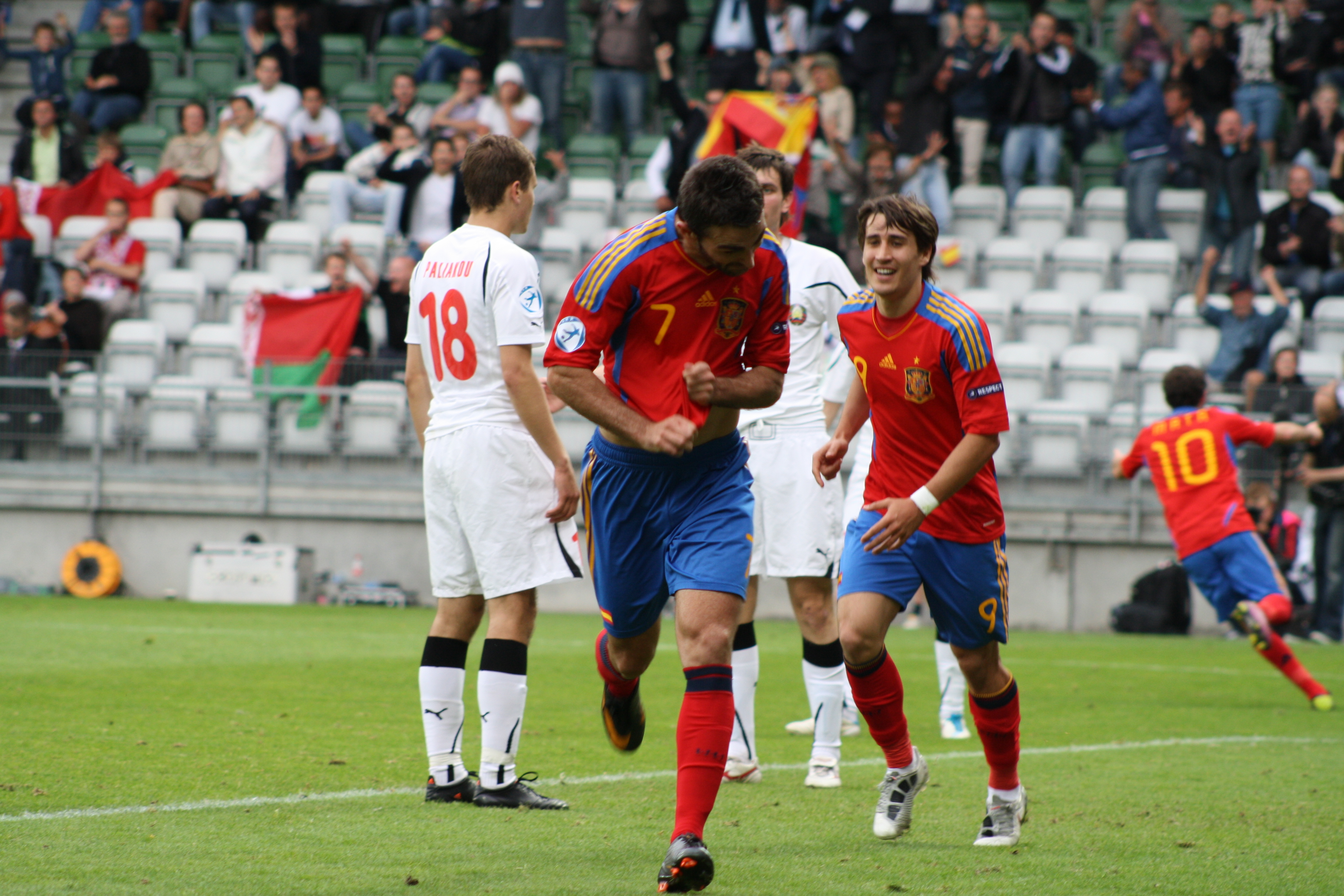
U-21欧州選手権でのボージャン

### クラブ
FCバルセロナ
- プリメーラ・ディビシオン：3回（2008-09, 2009-10, 2010-11）
- コパ・デル・レイ：1回（2008-09）
- スーペルコパ・デ・エスパーニャ：2回（2009, 2010）
- UEFAチャンピオンズリーグ：2回（2008-09, 2010-11）
- FIFAクラブワールドカップ：1回（2009）
- UEFAスーパーカップ：1回（2009）

アヤックス
- ヨハン・クライフ・スハール：1回 (2013)
- エールディヴィジ：1回 (2013-14)

モントリオール・インパクト
- カナディアン・チャンピオンシップ：1回 (2019)

### 代表
U-17スペイン代表
- 2007 U-17欧州選手権

U-21スペイン代表
- 2011 U-21欧州選手権

### 個人
- UEFA U-17欧州選手権大会最優秀選手：1回 (2007)
- FIFA U-17ワールドカップ・ブロンズボール：1回 (2007)
- FIFA U-17ワールドカップ・ブロンズシューズ：1回 (2007)
- リーガ・エスパニョーラ ブレイクスルー選手：1回 (2007-08)